# Caridina multidentata
Caridina multidentata е вид десетоного от семейство Atyidae. Видът не е застрашен от изчезване.

## Разпространение и местообитание
Разпространен е в Провинции в КНР, Тайван и Япония.
Обитава сладководни басейни, морета, реки и потоци.